# Geografia do Acre

Localização do Acre no mapa do Brasil

A Geografia do Acre é um domínio de estudos e conhecimentos sobre as características geográficas do território acriano. O relevo do Acre é caracterizado pela ocorrência de depressões na maior parte do território (Depressão da Amazônia Ocidental). No norte, aparece uma planície estreita. Os rios acrianos pertencem à Bacia Hidrográfica do rio Amazonas. Os principais são o Purus, o Juruá e o Abunã. O clima é equatorial úmido, com chuvas bem distribuídas ao longo do ano (os índices pluviométricos variam de 2.000 mm a 2.500 mm anuais). A temperatura média anual varia entre 22 °C e 26 °C. No Acre, predomina a Floresta Amazônica.

## Localização e extensão territorial

Divisão do Acre em municípios

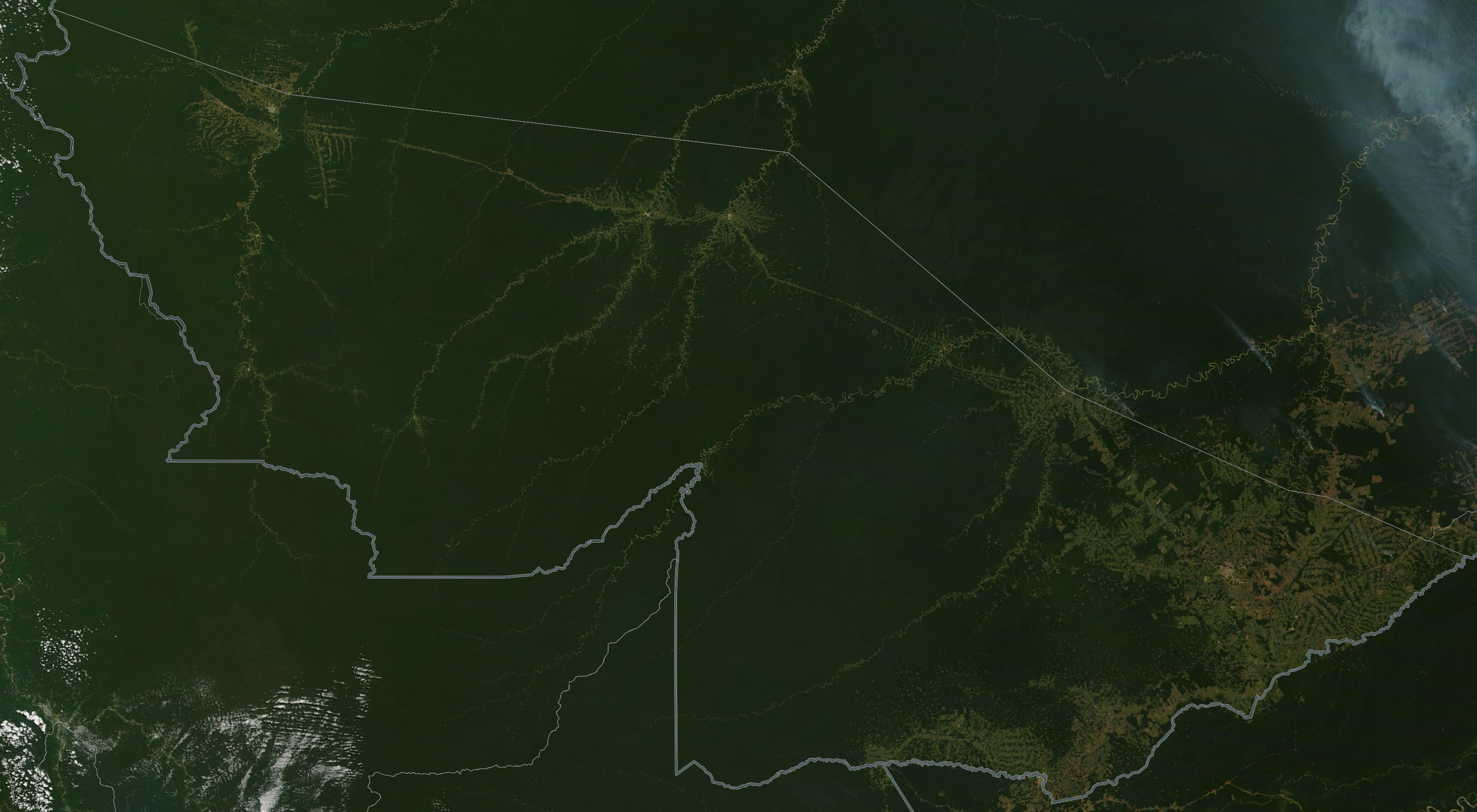
Imagem de satélite do Acre.

Está situado entre as latitudes de 07°07S e 11°08S, e as longitudes de 66°30 W e 74°WGr  no sudoeste da Amazônia brasileira - é o ponto mais ocidental do Brasil (marco 76 da fronteira Brasil-Peru pelo município de Mâncio Lima). Limita-se ao norte com o estado do Amazonas, a leste com o estado de Rondônia e possui uma linha de fronteira internacional de  2.183 quilômetros, dividida ao Sul e a Leste com a Bolívia e ao Sul e  ao Oeste com o Peru. É o estado brasileiro mais próximo do Oceano Pacífico, distante aproximadamente 1.900 quilômetros em linha reta por via terrestre. Por via aérea, sua capital, Rio Branco, está a 50 minutos de Porto Velho (RO), aproximadamente 1h10min de Cuzco, a 1h30min de Lima, a 1h de La Paz e a 1h40min de Manaus (AM).
O Acre possuía uma extensão territorial de  152.581,4 km², mas em 3 de abril de 2008, uma decisão unânime dos ministros do Supremo Tribunal Federal, colocou fim ao litígio de oito anos entre Acre e Amazonas, alterando os limites da Linha Cunha Gomes e incorporando ao estado, aproximadamente, 1,2 milhão de hectares (parte de municípios amazonenses como Guajará, Ipixuna, Eurunepé, Lábrea e Boca do Acre). Portanto, hoje o Acre possui um  território de 164.221,36 km² (16.422.136 ha). Sua extensão territorial é de 445 km no sentido
norte-sul e 809 km entre seus extremos leste-oeste. Correspondente a 4% da área amazônica brasileira e a 1,9% do território nacional.
O estado  é composto por 22 municípios e a partir de 1999, visando uma melhor gestão, divide-se, politicamente, em regionais de desenvolvimento: Alto Acre, Baixo Acre, Purus, Tarauacá/Envira e Juruá, que correspondem às microrregiões estabelecidas pelo IBGE e seguem a distribuição das bacias hidrográficas dos principais rios acrianos.

## Geologia
No Acre, existem diversas formações geológicas: a Formação Cruzeiro do Sul (ocorre a leste da cidade Cruzeiro do Sul. Apenas dentro do Parque Nacional da Serra do Divisor e do seu entorno foi registrada a ocorrência de cinco formações: Ramon, Grupo Acre, Divisor, Rio Azul e Moa), o Complexo Xingu, a Formação Formosa e Sienito República, os Depósitos Aluviais Holocênicos que representam ampla distribuição no estado e a Formação Solimões que estende-se por mais de 80% do estado, sendo portanto a mais significativa.
A Formação Solimões é bastante diversificada. Nela há predominância de  rochas argilosas com concreções carbonáticas e gipsíferas, ocorrendo ocasionalmente com material carbonizado (turfa e linhito), concentrações esparsas de pirita e grande quantidade de fósseis de vertebrados e invertebrados. Subordinadamente, ocorrem siltitos, calcários sílticos-argilosos, arenitos ferruginosos e conglomerados plomíticos.

## Geomorfologia
As unidades morfoestruturais são representadas pela Depressão Amazônica (Depressão Rio Acre/Javari), o Planalto Rebaixado da Amazônia Ocidental e a Planície Amazônica.
• A Depressão Amazônica (Rio Acre – Rio Javari) alcança altitude máxima de 300 m, e está representada por extensas planícies de idade Terciária desenvolvidas sobre a Formação Solimões e por áreas de altitudes mais elevadas, de até 580m,  denominada Complexo Fisiográfico da Serra do Divisor;
• O Planalto Rebaixado da Amazônia Ocidental, desenvolveu-se também sobre a Formação Solimões, em áreas de interflúvios tabulares de relevo plano com altitudes de 250 m;
• A Planície Amazônica, representada pelas Planícies Aluviais margeando os rios e pelos níveis de terraços descontínuos, remanescentes de sedimentos desenvolvidos durante o Pleistoceno Superior (Quaternário) é a superfície mais baixa (200 m).

## Clima

Tipos climáticos do Acre segundo Köppen.

O clima do Acre é quente e úmido com duas estações: menos chuvosa (seca) e chuvosa. A estação seca estende-se de maio a outubro e é comum ocorrer “friagens”, fenômeno efêmero, porém muito comum na região. A estação chuvosa é caracterizada por chuvas constantes, que prolongam-se de novembro a abril. A umidade relativa apresenta-se com médias mensais em torno de 80-90% com níveis elevados durante todo o ano.
Os totais pluviométricos anuais variam entre 1600 mm e 2750 mm, e tendem a aumentar no sentido Sudeste-Noroeste. As precipitações, na maior parte do estado, são abundantes e sem uma estação seca nítida. Os meses de junho, julho e agosto são os menos chuvosos.
A temperatura média anual fica em torno de 24,5 °C, mas a máxima pode ficar em torno de 32 °C. A temperatura mínima varia de local para local em função da maior ou menor exposição aos sistemas extratropicais.

## Hidrografia

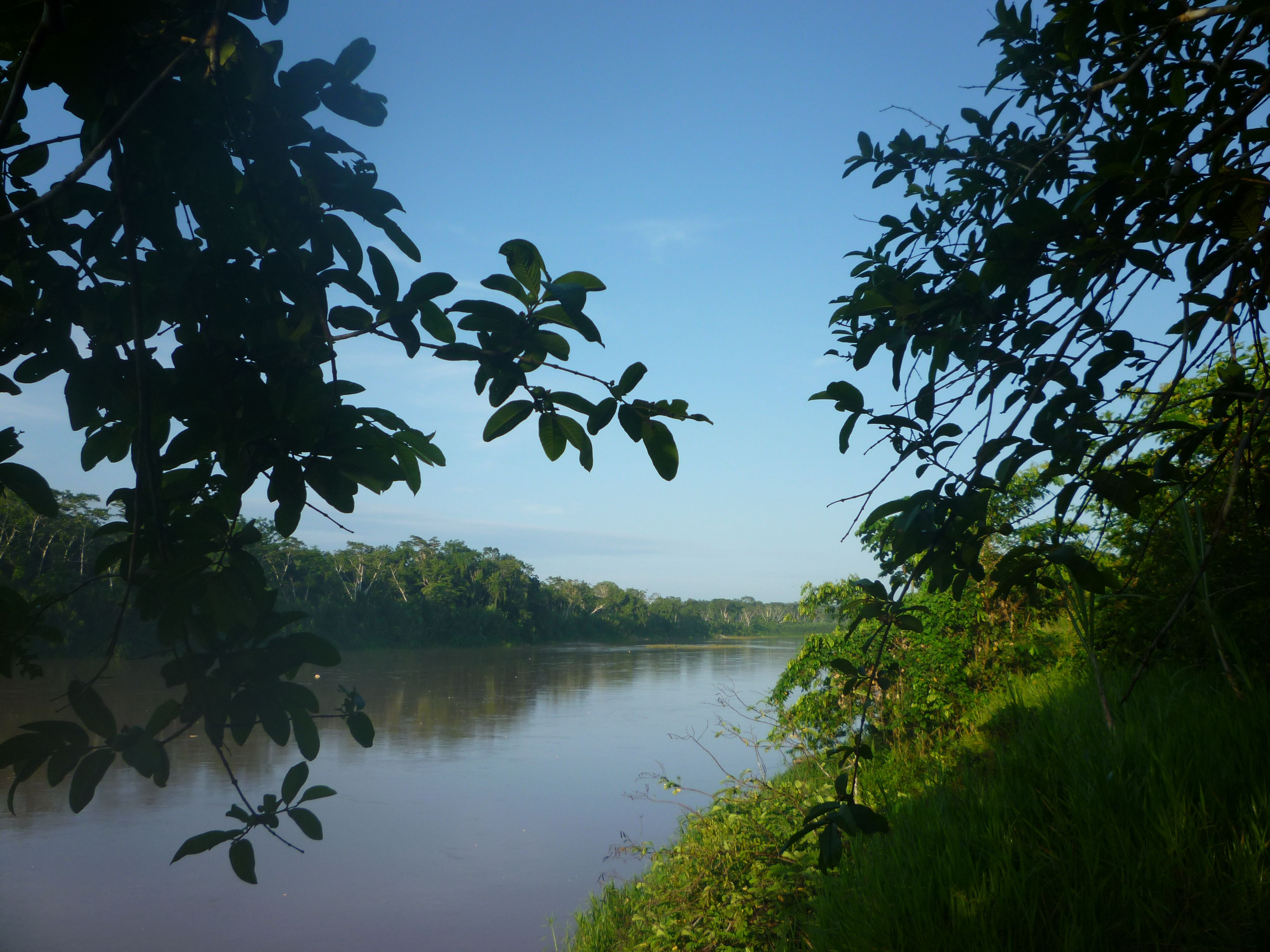
O Rio Purus

No Acre, a drenagem é feita por extensos rios de direção Sudoeste-Nordeste e, todos pertencem à rede hidrográfica do Rio Amazonas. Os rios apresentam paralelismo e mudanças de direções dos seus cursos, uma característica bastante comum resultante das falhas e fraturas geológicas.
Os rios Juruá, Purus, Acre, Tarauacá, Iaco, Envira e Xapuri são os mais importantes do estado.
Na parte central do estado, os principais cursos d'água são o Rio Tarauacá, o Purus com seus principais afluentes pela margem direita, o Chandless e seu tributário Iaco com seu afluente pela margem esquerda, o Rio Macauã e o Rio Acre com seu subsidiário, o Antimari.
A noroeste encontramos os rios Gregório, Tarauacá, Muru, Envira e Jurupari. A oeste do estado estão presentes o Rio Juruá e seus principais afluentes Moa, Juruá Mirim, Paraná dos Moura, Ouro Preto, pela margem esquerda, o Valparaíso, Humaitá e Tejo, pela margem direita.
As duas principais bacias do estado são a do Acre-Purus e a do Juruá.
- Bacia do Acre-Purus: o Rio Purus nasce no Peru e entra no Brasil com a direção Sudoeste-Nordeste, é o segundo maior representante da drenagem do estado. À altura do paralelo de 09000’S, inflete de Oeste-Sul-Oeste para Leste-Norte-Leste, mantendo esta direção até receber o Rio Acre. Posterior a este ponto, retoma a direção anterior Sudoeste para Nordeste até penetrar no estado do Amazonas. Apresenta um curso extremamente sinuoso e meândrico estendendo-se pelas extensa e contínuas faixas de planícies.
- Bacia do Juruá: O Rio Juruá drena uma área de 25.000 km² dentro do estado. Nasce no Peru com o nome de Paxiúba a 453 m de altitude, unindo-se depois com o Salambô e formando então o Juruá. Ele atravessa a parte noroeste do estado, sentido S-N, entra no Amazonas e despeja suas águas no Rio Solimões. O Juruá é um rio de planície, com todas as caracterísitcas de correntes de pequeno declive.

Lista de rios do Acre[carece de fontes?]
- Rio Acre
- Rio Acuriá
- Rio Acurauá
- Rio Amônea
- Rio Aparição
- Rio Breu
- Rio Caeté
- Rio Caipora
- Rio Chandless
- Rio Envira
- Rio Embirá
- Rio Gregório
- Rio Grajaú
- Rio Humaitá
- Rio Iaco
- Rio Jurupari
- Rio Juruá
- Rio Juruá-Mirim
- Rio Ouro Preto
- Rio das Minas
- Rio Moa
- Rio Muru
- Rio Natal
- Rio Paraná da Viúva
- Rio Paratari
- Rio Purus
- Rio São Luís
- Rio São João
- Rio Tarauacá
- Rio Tejo
- Rio Valparaíso
- Rio Xapuri

## Vegetação

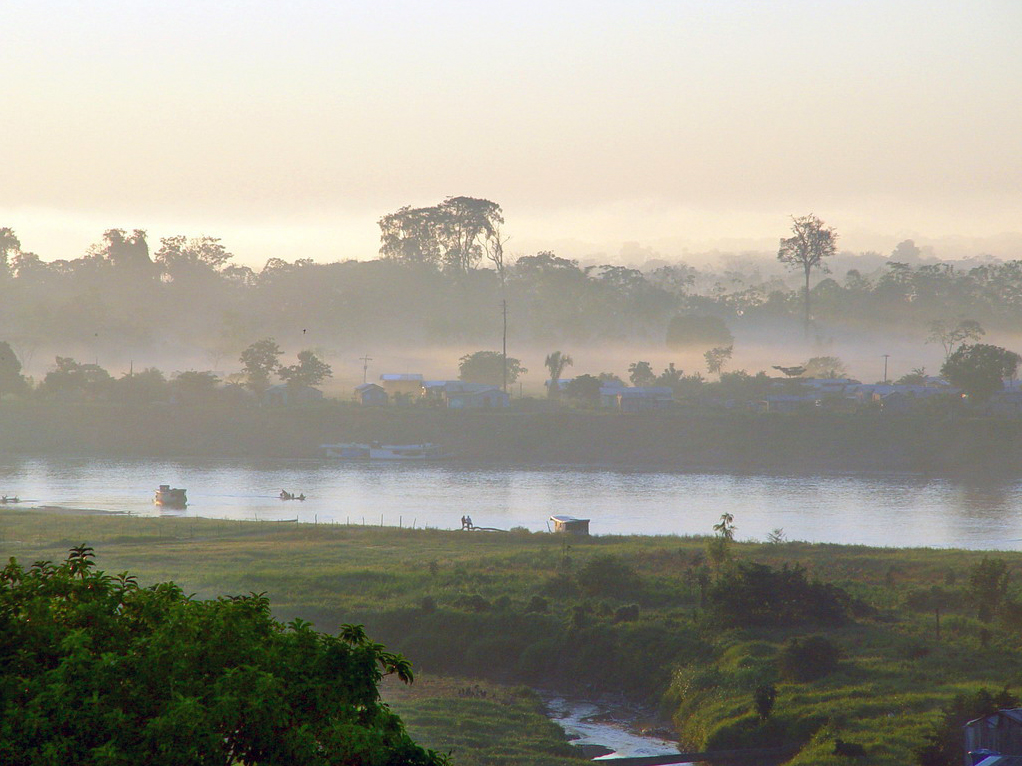
Cobertura original das margens do rio Juruá

Foram identificadas no estado, onze tipologias florestais: Floresta Aberta com Palmeira das Áreas Aluviais (5,48%), Floresta Aberta com Palmeiras (7,77%), Floresta Aberta com Palmeiras e Floresta Densa (12,12%), Floresta Densa e Floresta Aberta com Palmeiras (7,20%).  Floresta Densa (0,53%), Floresta Densa Submontana (0,47%). O bambu (ou "tabocal") ocorre em cinco tipologias: Floresta Aberta com Bambu Dominante (9,40%), Floresta Aberta com Bambu e Floresta Aberta com Palmeira (26,20%),Floresta Aberta com Palmeira e Floresta Aberta com Bambu (21,02%), Floresta Aberta com Bambu em Áreas Aluviais (2,04%), Floresta com Bambu e Floresta Densa (0,36%).
O Acre é o quarto estado, na Amazônia Legal, com a maior preservação da cobertura florestal, com 11,3% de seu território desflorestado. Esta taxa global é muito inferior à taxa da região, que atingiu 16,3%. Em relação aos estados da região, o Acre somente fica atrás de Roraima, que tem grande parte de seu território ocupado por Reservas indígenas; do Amapá, cuja população é basicamente urbana e Tocantins cuja ação antrópica situa-se maciçamente no cerrado.